# Idioma sirenik
El idioma sirenik o sirenikski es un idioma yupik extinto, su último hablante murió en 1997 en el pueblo de Sireniki, en la península de Chukotka, en Siberia oriental.
- Datos: Q28156